# Arnolfo di Baviera

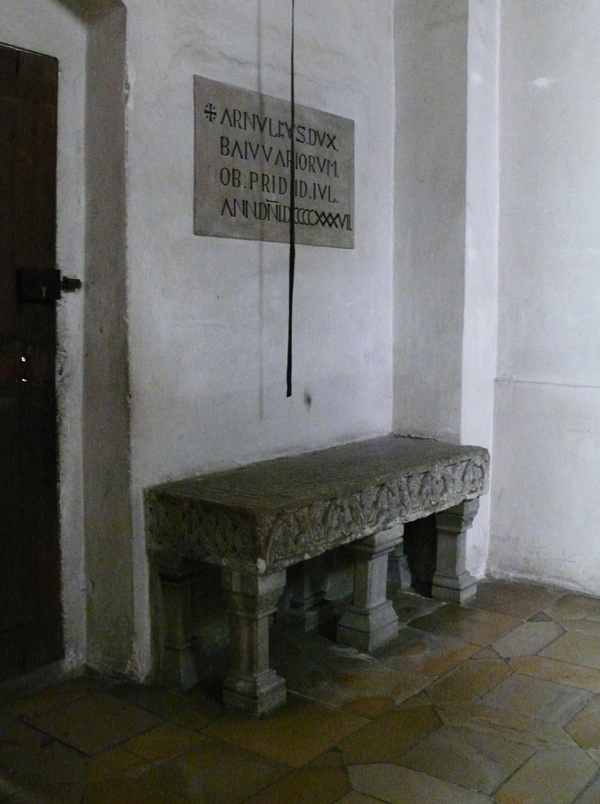
Pietra sepolcrale di Arnolfo nell'abbazia di Sant'Emmeranno

Arnolfo di Baviera, detto il Cattivo o il Demonio (... – Ratisbona, 14 luglio 937), fu duca di Baviera dal 907 sino alla sua morte.

## Biografia
L'anno della nascita di Arnolfo è sconosciuto. Il suo era un nome di ambito culturale carolingio (basti pensare ad Arnolfo di Metz nel VII secolo o al re carolingio Arnolfo di Carinzia). Arnolfo era figlio di Liutpoldo di Baviera e di Cunegonda, membro della dinastia Ahalolfing, figlia del conte palatino di Svevia Bertoldo I e di Gisella, figlia di Ludovico II il Germanico ed Emma di Baviera. Lo zio di Arnolfo, Ercangero, assunse il titolo ducale svevo nel 915.
Sotto il debole regno del re Ludovico IV il Fanciullo, Luitpoldo detenne una posizione forte nelle terre bavaresi, succedendo ai Wilhelminer, una famiglia di margravi. Governò su estese proprietà lungo il Danubio, compreso Ratisbona e l'adiacente Nordgau.

### Duca di Baviera
Insieme a numerosi nobili bavaresi, il padre di Arnolfo fu ucciso nella battaglia di Presburgo del 907, battaglia in cui l'esercito bavarese al suo comando subì una schiacciante sconfitta in una guerra contro le forze ungheresi del Gran Principe Árpád, guidate da un comandante sconosciuto. Dopo la morte di suo padre, Arnolfo gli successe nelle sue terre bavaresi e subito dopo ottenne il titolo di "Duca di Baviera" come sovrano delle proprietà intorno a Ratisbona; egli quindi fu formalmente il primo duca di Baviera, essendo stato suo padre prefetto. Uomo energico e combattivo, ricevette ampio sostegno dai nobili locali. Tuttavia, durante la sua ascesa al ducato, dovette affrontare continue incursioni degli ungheresi. Questi attacchi avevano devastato le terre dei Franchi Orientali di Baviera, Sassonia e Turingia.
Assediato dalle frequenti incursioni ungheresi e nel disperato tentativo di raccogliere fondi per finanziare una difesa riorganizzata, Arnolfo rafforzò il suo potere attraverso la confisca delle chiese e la secolarizzazione di numerosi possedimenti del monastero, che gli valse il soprannome di "il Cattivo" dai cronisti medievali. Nel 913, con il sostegno dei suoi parenti svevi,  riuscì a respingere gli invasori ungheresi in diverse scaramucce e sconfisse una piccola forza d'invasione. Dopo aver stabilizzato il ducato della Baviera negoziò una tregua con i principi ungheresi, e in seguito questi attraversarono la Baviera per compiere le loro incursioni in altri ducati tedeschi.

### Politica regia
Il duca Arnolfo perseguì una politica tendente all'indipendenza dai re dei Franchi Orientali. Sebbene nel 911 fosse presente all'elezione del re Corrado I di Germania, Arnolfo appoggiò lo zio Ercangero nella sua ribellione e in seguito entrò in conflitto con il successore sassone di Corrado, il re Enrico l'Uccellatore. Il conflitto cessò momentaneamente quando la madre di Arnolfo, Cunigunda, diventata nel frattempo vedova, sposò il re Corrado.
Nel 916 le forze di Corrado invasero la Baviera, attaccando e saccheggiando Ratisbona. Arnolfo andò in esilio con i suoi ex nemici in Ungheria. A settembre, il re convocò un concilio della Chiesa a Hohenaltheim a cui partecipò l'episcopato bavarese che convocò Arnolfo e suo fratello minore Bertoldo allo scopo di scomunicarli a Ratisbona il 1 novembre. È più che probabile che Arnolfo e la sua famiglia non siano mai apparsi davanti al concilio o che non si tenne mai. in ogni caso rimasero esiliati tra gli ungheresi. Nel gennaio del 917, il re Corrado giustiziò i cognati svevo Ercangero e Bertoldo.
Nel 919 la morte di Corrado permise ad Arnolfo di tornare in Baviera ed espellere le forze del re in Baviera. Corrado I morì senza figli ed il trono fu nuovamente alla portata di Arnolfo. L'ascesa del 919 di Enrico l'Uccellatore al trono tedesco provocò una guerra per il trono: i bavaresi e altri uomini del regno nel 920 proclamarono Arnolfo re in opposizione a Enrico, secondo gli Annales Iuvavenses, nel 920, Baiuarii sponte se reddiderunt Arnolfo duci et regnare ei fecerunt in regno teutonicorum (i bavaresi, con alcuni franchi dell'est, elessero Arnolfo re in opposizione a Enrico); un tono celebrativo nei riguardi di Arnolfo è tenuto nel Fragmentum de Arnulfo duce Bavariae. Il regno di Arnolfo fu di breve durata. Egli venne sconfitto da Enrico in due campagne nel 921: quando Enrico assediò Ratisbona, Arnolfo negoziò la resa, riconoscendo Enrico come re. Enrico in ogni caso confermò il suo controllo sulla Baviera assieme ad alcuni regalia, come il diritto di scelta dei successori dei vescovi sul suo ducato, ottenendo così la rinuncia di Arnolfo al trono.

### L'invasione d'Italia e la morte
Arnolfo accompagnò re Enrico I nella sua campagna del 928 contro il duca Venceslao di Boemia. Nel 935 attaccò contro il re Ugo di Provenza per ottenere la corona ferrea per il figlio maggiore Eberardo: chiamato dal conte Milone e dal vescovo Raterio, Arnolfo marciò su Trento per poi entrare a Verona. Ugo si mosse, nonostante fosse l'inverno tra il dicembre 934 e il gennaio 935, sconfiggendo Arnolfo a Bussolengo. Arnolfo rientrò a Verona intenzionato a catturare Milone per portarlo con sé in Baviera, essendo ritenuto responsabile della situazione in cui Arnolfo si era immischiato, ma questo si dileguò; Arnolfo quindi si rivalse sul fratello e sui vassalli di Milone, prendendoli prigionieri e portandoli in Baviera dopo aver espugnato la cittadella di Verona. L'obiettivo di Arnolfo era di tornare in Italia con nuove milizie, ma ciò non avvenne; Verona si arrese poco dopo la sua partenza. Milone chiese quindi perdono ad Ugo, riuscendo a tenere la carica comitale e a far riversare la propria colpa interamente su Raterio, il quale nel febbraio del 935 fu deposto in un'assemblea del regno e chiuso in un carcere dentro una torre a Pavia per due anni e mezzo circa e altrettanti anni chiuso a Como. A Pavia scrisse un libro narrante le sue tribolazioni in carcere, opera elogiata da Liutprando di Cremona.
Dopo la morte di re Enrico, assistette alla cerimonia di incoronazione del figlio Ottone I come re di Germania nella cattedrale di Aquisgrana.
Il duca Arnolfo morì nella sua residenza di Ratisbona il 14 luglio 937; gli successe il re Ottone nel 938. Arnolfo è sepolto nella chiesa abbaziale di Sant'Emmeranno. Nel 1842 fu apposta una targa commemorativa nel memoriale del Walhalla.

## Matrimonio e figli
Gli storici credevano che Arnolfo fosse sposato con Giuditta del Friuli, un membro della dinastia Unrochingi, figlia del conte Eberardo del Friuli († 866). Le date, tuttavia, non corrispondono: Giuditta del Friuli morì attorno all'881: ciò significherebbe un matrimonio tra un ragazzo (o almeno un giovane) Arnolfo e un'anziana Giuditta, che avrebbe dovuto concepire diversi bambini 23 anni dopo la sua morte. Più probabilmente, quindi, si sposò con Giuditta di Sülichgau (nata attorno all'888), figlia del nipote del margravio Eberardo, conte Eberhard di Sülichgau († dopo l'889) e Gisela di Verona. Discussa è la relazione con Leopoldo I di Babenberg: esso potrebbe essere stato figlio minore di Arnolfo oppure il nipote, figlio di Bucardo oppure figlio di Enrico.
Essi ebbero i seguenti figli:
- Eberardo (912 ca.-940 ca.), che successe al padre come duca di Baviera dal 937 al 938.
- Arnolfo II (912-954 ca.), conte palatino di Baviera dal 938 al 954[11].
- Ermanno († 954).[senza fonte]
- Enrico, il cui figlio Liupoldo I fondò la dinastia dei Babenberg[11].
- Ludovico (nato nel 930 circa, † dopo il 974).[senza fonte]
- Giuditta († dopo il 984), sposò il duca ottoniano Enrico I di Baviera, fratello di Ottone I, imperatore del Sacro Romano Impero[11][12].
- .Swanila (circa 925-?), che sposò Burckhard Konradiner.[senza fonte]
- Bertoldo I (parentela contestata; probabilmente Bertoldo I non è da identificare con Bertoldo di Schweinfurt, ma piuttosto quest'ultimo era figlio di Bertodo I, rendendo Bertoldo di Schweinfurt, con il numerale, Bertoldo II), precursore dei Schweinfurt, successe al padre come magravio di Nordgau, che sposò Eila Walbeck[13], figlia di Lotario II e di Godila, figlia del conte Wirinario[14][15]; è probabile che Bertoldo concepì Leopoldo I di Babenberg[10], anche se sembra che fu il di lui fratello o zio.
- Liutpoldo I, margravio di Ostmark, forse identificabile a Leopoldo I, margravio d'Austria, fondatore della dinastia Babenberg[9].
- Giuditta.[senza fonte]
- Una figlia dal nome sconosciuto che sposò Bucardo d'Austria, margravio d'Austria[11][16].